# Michel Le Moignan

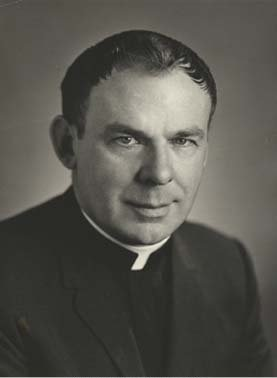
Michel Lemoignan

Michel Le Moignan (* 7. November 1919 in Grande-Rivière, Québec; † 21. Dezember 2000 in Chandler, Québec) war ein kanadischer katholischer Priester und Politiker in Québec, der unter anderem 1980 und 1981 kommissarischer Vorsitzender der dortigen Union nationale (UN) war.

## Leben
Michel Le Moignan, Sohn des Hafenarbeiters Francis Le Moignan und dessen Ehefrau Nellie Sullivan, absolvierte nach dem Besuch von Schulen in Grande-Rivière und Val-d’Espoir sowie des Séminaire de Gaspé ein Studium im Fach Katholische Theologie an der Universität Laval und der Universität Ottawa, das er 1949 abschloss. Am 12. März 1949 wurde er zum Priester geweiht und war daraufhin Sekretär des Bischofs von Gaspé, Albini LeBlanc. Daneben lehrte er von 1949 bis 1967 Literatur und kanadische Geschichte am Séminaire de Gaspé, dessen Studienleiter er von 1959 bis 1964 war. Als Dozent für Geschichte befasste er sich insbesondere mit der Historie der zu Québec gehörenden Halbinsel Gaspésie, die von den Mi’kmaq, einer der 29 First Nations von Kanada, geprägt war, und war 1962 Mitgründer der Société historique de la Gaspésie sowie 1963 von deren Fachzeitschrift „Revue d’histoire de la Gaspésie“. Darüber hinaus war er aktives Mitglied der Fédération des sociétés d’histoire du Québec. 1967 wurde er zunächst Pfarrer in Douglastown, einem Vorort von Gaspé, und war danach von 1968 bis 1976 Pfarrer der Pfarrei Saint-Albert-de-Gaspé. Ferner war er Mitglied der Handelskammer von Gaspé sowie von 1973 bis 1976 Kolumnist der Wochenzeitung „Le Pharillon“.
Bei der Wahl am 15. November 1976 wurde Le Moignan für die Union nationale im Wahlkreis „Gaspé“ zum Mitglied der Nationalversammlung von Québec gewählt und konnte sich dabei gegen den bisherigen Wahlkreisinhaber Guy Fortier von der Parti libéral du Québec durchsetzen. Nach dem Parteiaustritt des bisherigen Parteivorsitzenden Rodrigue Biron wurde Le Moignan am 3. März 1980 kommissarischer Vorsitzender der Nationalen Union und bekleidete diese Funktion bis zu seiner Ablösung durch Roch La Salle am 9. Januar 1981. Er war zudem vom 10. bis 12. März 1981 noch kurzzeitig Vorsitzender der UN-Fraktion. Unter La Salles Führung verlor die UN bei der Wahl am 13. April 1981 jedoch alle elf bisherigen Sitze in der Nationalversammlung, so dass auch Le Moignan aus dem Parlament ausschied. Damit war die Partei wie bereits nach der Wahl vom 29. Oktober 1973 nicht mehr im Parlament der Provinz vertreten und gewann auch bei darauf folgenden keinen einzigen Sitz mehr. 1991 wurde ihm der Gaspésie-Preis für kulturelle Verdienste verliehen.
Nach seinem Tod am 21. Dezember 2000 in Chandler wurde Michel Le Moignan auf dem Friedhof von Grande-Rivière beigesetzt.

## Veröffentlichungen
- Généalogies des familles Le Moignan-île de Jersey-Canada-États-Unis, 1972
- Le frère Antoine Bernard, historien de la Gaspésie et du peuple acadien, 1986